# گونار نوردشتروم
گونار نوردشتروم (به انگلیسی: Gunnar Nordström) (۱۲ مارس ۱۸۸۱ - ۲۴ دسامبر ۱۹۲۳) یک فیزیکدان نظری فنلاندی بود که بیش از هرچیزی به خاطر نظریه گرانشش شناخته می‌شود که از رقبای نخستین نسبیت عام بود. نوردشتروم به دلیل کارهای مشابهش به اینشتین در شاخه های مشابه، اغلب از سوی نویسندگان با لقب "اینشتین فنلاند" یاد می شود.